# Campanula segusina
Campanula segusina är en klockväxtart som beskrevs av Rudolf Beyer. Campanula segusina ingår i släktet blåklockor, och familjen klockväxter. Inga underarter finns listade i Catalogue of Life.